# Mimoň I
Mimoň I je jedna z osmi částí města Mimoň v okrese Česká Lípa. Je ve východní části města na levém břehu Ploučnice, v okolí starého nádraží, směrem k Ralsku.

## Části Mimoně I
Tvoří ji základní sídelní jednotky
- Husova-Pražská (okolí Pražské, Hvězdovské a Svébořické ulice od Ploučnice až k železniční trati vedoucí ke starému nádraží, včetně obchodních areálů Tesco a Penny Market jižně od zámeckého parku),
- Pod Ralskem díl 1 (východně od zámeckého parku, včetně Sídliště pod Ralskem),
- U pily (západně od části Pod Ralskem, v okolí konce vlečky za starým nádražím)
- U Vranovské aleje (převážně nezastavěné a neobydlené území na východní straně města, kolem cesty do Vranova)
- Svébořická strana (převážně neobydlená a nezastavěná oblast kolem silnic III/26829 a III/26830 na východojihovýchodním okraji města)
- Kuřivodská strana díl 1 (část lesíku Čistá na levém břehu Ploučnice jižně od města, západně od silnice II/268, s lesním závodem),
- U nemocnice (oblast jižně od starého nádraží, zahrnující nemocnici a průmyslové objekty na levém břehu Ploučnice)

## Obyvatelstvo
| Rok    | Obyv. | ± %    |
| ------ | ----- | ------ |
| 1980   | 4 161 | —      |
| 1991   | 3 952 | −5 %   |
| 2001   | 3 831 | −3,1 % |
| 2011   | 3 587 | −6,4 % |
| 2021   | 3 345 | −6,7 % |
| Zdroj: |       |        |

## Další údaje
Je zde evidováno 597 adres a 28 ulic (příklady: Sídliště pod Ralskem, Tyršovo náměstí, či Okružní). Trvale zde žije 3831 obyvatel. PSČ je 47124.
Mimoň I. leží v katastrálním území Mimoň o výměře 13,47 km2.